# Пугачёвский округ
Пугачёвский округ — административно-территориальная единица Нижне-Волжского края, существовавшая в 1928—1930 годах. Охватывала большую часть историко-географического региона Узени.
Пугачёвский округ был образован в 1928 году. Центром округа был назначен город Пугачёв.
По данным на 1929 год округ делился на 9 районов:
- Дергачевский (центр — село Дергачи)
- Ершовский (центр — посёлок при станции Ершово)
- Ивантеевский (центр — село Ивантеевка)
- Липовский (центр — село Липовка)
- Новоузенский (центр — город Новоузенск)
- Озинский (центр — посёлок при станции Озинки)
- Питерский (центр — село Питерка)
- Пугачёвский (центр — город Пугачёв)
- Смоленский (центр — село Смоленка)

30 июля 1930 года Пугачёвский округ, как и большинство остальных округов СССР, был упразднён. Его районы отошли в прямое подчинение Нижне-Волжского края.